# دوري النيجر الممتاز 2016–17
دوري النيجر الممتاز 2016–17 هو موسم من دوري النيجر الممتاز. فاز فيه AS FAN ‏.